# Stadium Events
Stadium Events est un jeu vidéo d'athlétisme de Bandai sorti en 1986 au Japon et en 1988 en Europe qui utilise le Family Fun Fitness. 
Quelques mois après le début de la commercialisation du titre aux États-Unis en 1987, il est retiré de la vente, ce qui confère à cette première édition une grande valeur marchande pour les collectionneurs. Nintendo, qui a racheté les droits sur le marché nord-américain, y sort alors de version modifiée intitulée World Class Track Meet. Celle-ci est vendue en pack avec le Family Fun Fitness, renommé Power Pad par Nintendo.      
Le jeu s'est vendu à 3,08 millions d'exemplaires.      